# Mendoza Puma
El Mendoza Puma es un rifle semiautomático mexicano en calibre .22 Long Rifle producido por Productos Mendoza.

## Variantes
En el catálogo de la secretaría de la defensa nacional aparecen dos versiones de la misma arma, Puma Bicentenario y Puma Grafito, pero no se menciona la diferencia entre ambas.